# Liste des récompenses et nominations de Davichi
Ci-dessous se trouve une liste des prix et nominations reçus par le girl group sud-coréen Davichi.

## Cyworld Digital Music Awards
| Année | Catégorie                   | Travail nommé       | Résultat |
| ----- | --------------------------- | ------------------- | -------- |
| 2008  | Rookie du Mois (février)    | Davichi             | Lauréat  |
| 2008  | Chanson du Mois (juillet)   | "Love and War"      | Lauréat  |
| 2009  | Chanson du Mois (mars)      | "8282"              | Lauréat  |
| 2010  | Prix Bonsang                | Davichi             | Lauréat  |
| 2011  | Chanson du Mois (septembre) | "Don't Say Goodbye" | Lauréat  |

## Mnet Asian Music Awards(MAMA)
| Année | Catégorie                                  | Travail nommé                                     | Résultat   |
| ----- | ------------------------------------------ | ------------------------------------------------- | ---------- |
| 2008  | Meilleur nouveau groupe féminin            | "I Love You Even Though I Hate You"               | Lauréat    |
| 2009  | Meilleur groupe féminin                    | "8282"                                            | Nomination |
| 2010  | Meilleure performance vocale par un groupe | "Stop the Time"                                   | Nomination |
| 2011  | Meilleure performance vocale par un groupe | "Don't Say Goodbye"                               | Nomination |
| 2012  | Meilleure performance vocale par un groupe | "Will Think of You"                               | Lauréat    |
| 2013  | Meilleure performance vocale par un groupe | "Turtle"                                          | Nomination |
| 2013  | Meilleur OST                               | "Don't You Know" (Iris 2)                         | Nomination |
| 2014  | Meilleur OST                               | "It's Okay, That's Love" (It's Okay, That's Love) | Nomination |
| 2015  | Meilleure performance vocale solo          | "Cry Again"                                       | Nomination |

## Golden Disk Awards
| Année | Catégorie               | Travail nommé         | Résultat |
| ----- | ----------------------- | --------------------- | -------- |
| 2008  | Meilleur nouvel artiste | Davichi               | Lauréat  |
| 2009  | Prix Bonsang            | Davichi in Wonderland | Lauréat  |
| 2014  | Prix Bonsang digital    | "Turtle"              | Lauréat  |

## Seoul Music Awards
| Année | Catégorie               | Travail nommé | Résultat |
| ----- | ----------------------- | ------------- | -------- |
| 2009  | Meilleur nouvel artiste | Davichi       | Lauréat  |
| 2010  | Prix Bonsang            | "8282"        | Lauréat  |

## MelOn Music Awards
| Année | Catégorie                      | Travail nommé | Résultat |
| ----- | ------------------------------ | ------------- | -------- |
| 2009  | Prix Bonsang (Top 10 Artistes) | Davichi       | Lauréat  |
| 2013  | Prix Bonsang (Top 10 Artistes) | Davichi       | Lauréat  |

## Gaon Chart K-Pop Awards
| Année | Catégorie                      | Travail nommé       | Résultat |
| ----- | ------------------------------ | ------------------- | -------- |
| 2012  | Artiste de l'Année (septembre) | "Don't Say Goodbye" | Lauréat  |
| 2014  | Artiste de l'Année (mars)      | "Turtle"            | Lauréat  |

## Emissions musicales
Ci-dessous se trouve les victoires de Davichi sur les émissions musicales sud-coréennes. Inkigayo est diffusé sur SBS, le Music Bank sur KBS, le M! Countdown sur Mnet, le Show Champion et le Show! Music Core sur MBC.

### Inkigayo
| Année | Date         | Chanson             |
| ----- | ------------ | ------------------- |
| 2008  | 4 mai        | "Sad Promise"       |
| 2008  | 17 août      | "Love and War"      |
| 2009  | 15 mars      | "8282"              |
| 2009  | 22 mars      | "8282"              |
| 2011  | 18 septembre | "Don't Say Goodbye" |
| 2011  | 2 octobre    | "Don't Say Goodbye" |

### Music Bank
| Année | Date       | Chanson        |
| ----- | ---------- | -------------- |
| 2008  | 18 juillet | "Love and War" |
| 2009  | 20 mars    | "8282"         |
| 2009  | 3 avril    | "8282"         |
| 2015  | 6 février  | "Cry Again"    |

### M! Countdown
| Année | Date       | Chanson              |
| ----- | ---------- | -------------------- |
| 2008  | 31 juillet | "Love and War"       |
| 2009  | 2 avril    | "8282"               |
| 2009  | 9 avril    | "8282"               |
| 2009  | 30 avril   | "8282"               |
| 2013  | 28 mars    | "Just the Two of Us" |
| 2015  | 5 février  | "Cry Again"          |

### Show Champion
| Année | Date     | Chanson  |
| ----- | -------- | -------- |
| 2013  | 10 avril | "Turtle" |

### Show! Music Core
| Année | Date        | Chanson     |
| ----- | ----------- | ----------- |
| 2013  | 23 novembre | "Letter"    |
| 2015  | 31 janvier  | "Cry Again" |